# Carlobruchia
Carlobruchia es un género de escarabajos de la familia Chrysomelidae. En 1911 Spaeth describió el género. Contiene las siguientes especies:
- Carlobruchia boliviana Borowiec, 1995
- Carlobruchia carbonaria (Klug, 1829)
- Carlobruchia tricostata (Spaeth, 1907)